# Lotus 1-2-3
Lotus 1-2-3 – arkusz kalkulacyjny opracowany przez przedsiębiorstwo Lotus Development Corporation (obecnie część IBM).
Program ukazał się na rynku 26 stycznia 1983 i w krótkim czasie wyparł z niego bardzo popularny VisiCalc, przyczyniając się w dużej mierze do sukcesu komputerów PC w środowisku korporacyjnym. Przez długie lata był to czołowy produkt w systemie operacyjnym MS-DOS.
Program był początkowo dystrybuowany z osobnym programem do generowania wykresów, który nie mógł być jednak uruchamiany razem z arkuszem, gdyż DOS nie był systemem wielozadaniowym. Program udostępniał menu sterowane z klawiatury, jak również jednoklawiszowe polecenia przyspieszające obsługę. Zaletą była też kontekstowa pomoc.
W wersji 2.0 pojawiły się makropolecenia i obsługa dodatków, co bardzo wpłynęło na popularność arkusza – wiele podmiotów trzecich rozpoczęło wtedy produkowanie pakietów z makropoleceniami i wyspecjalizowanymi dodatkami, jak aplikacje finansowe czy edytory tekstów. Wczesne wersje posługiwały się rozszerzeniem plików WKS, zmienionym potem na WK1.
Lotus 1-2-3 był wielokrotnie przedmiotem naruszeń prawa przez kopiowanie rozwiązań interfejsu. Najbardziej znane było zastosowanie tych samych poleceń klawiszowych przez Quattro Pro przedsiębiorstwa Borland, co spowodowało wniesienie pozwu.
Wejście Microsoft Windows na rynek komputerów osobistych wiązało się z rozwojem konkurencyjnego arkusza Microsoft Excel, który stopniowo zajął pozycję Lotusa, związanego w tym czasie głównie z systemem OS/2.
Następca Lotusa 1-2-3 w środowisku DOS miał być był pakiet Lotus Symphony, który nie odniósł jednak sukcesu. Lotus 1-2-3 został przeniesiony do Windows, gdzie do dzisiaj istnieje jako część pakietu biurowego Lotus SmartSuite. Ostatnią wersją jest wersja 9.8.